# Trust (Wirtschaft)
Ein Trust (vollständige englische Bezeichnung: trust company) ist ein vertraglich vereinbarter Zusammenschluss mehrerer Unternehmen. Ziel kann sein, dass ein Markt- oder ein Produktionsmonopol gebildet wird, um dadurch den Wettbewerb ausschalten zu können und somit die Preise festzusetzen. Meist wird von den Unternehmen die rechtliche und wirtschaftliche Selbständigkeit aufgegeben, die dann bei den geschäftsführenden Treuhändern der Holding liegt, nicht aber die Beteiligung an den Gewinnen der Holding.
Der Unterschied zwischen Kartell und Trust besteht darin, dass ein Trust eine Zusammenfassung mehrerer Unternehmen zu einem ist, während ein Kartell eine enge Partnerschaft zwischen zwei oder mehreren ist. Trusts verfolgen ähnliche Ziele wie Konzerne, können diese aber effizienter verfolgen, da die untergeordneten Unternehmen vollkommen unselbständig geworden sind („untergegangen sind“).

## Begriffsgeschichte

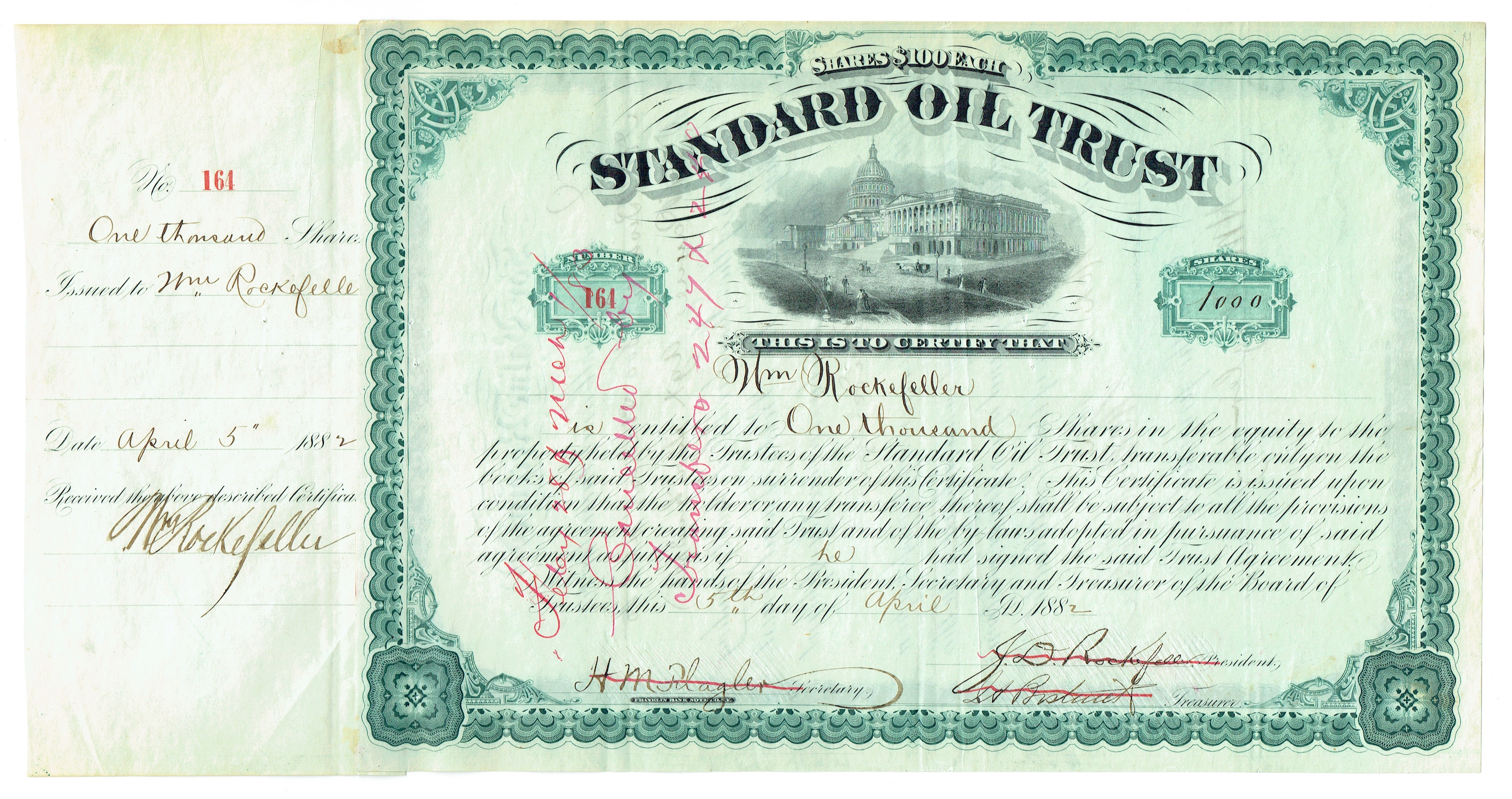
Aktie des Standard Oil Trust vom 5. April 1882

Der Begriff Trust als Unternehmensform kam Ende des 19. Jahrhunderts in den USA auf. Die Stationen dieser Entwicklung waren:
1. Seit 1879 organisierte man in den USA Wirtschaftskartelle in der Rechtsform der Trusts, die bislang nur der Vermögensverwaltung gedient hatten.[1] Innovativ wurde hier Samuel Dodd, der Anwalt John D. Rockefellers, der sein Ölverarbeiter-Kartell straffer zusammenschließen wollte. Durch Kartelle in Trustform, zuallerst durch den Standard Oil Trust, wurde die Rechtsunsicherheit überwunden, die den bisherigen amerikanischen Kartellen in Gestalt der sogenannten „Pools“ eigen war.
2. Als Reaktion auf die Antitrustgesetzgebung des Sherman-Act von 1890 nahmen die Trust-Kartelle bald andere Rechtsformen an. Sie tarnten sich z. B. als scheinbar völlig unabhängige Unternehmen, die aber eine identische Kapitaleignerstruktur und damit identische Mehrheits- und Interessenverhältnisse hatten.[1] Der Standard Oil Trust etwa löste sich auf diese Weise scheinbar auf, und zwar 1892 in 20 separate Unternehmen der gleichen Branche.
3. Ab 1900 bildeten sich derartig gleichgeschaltete Gruppen von Unternehmen zu Branchenkonzernen um. Typisch dafür war eine Holding, die „Company“, welcher die Einzelunternehmen nunmehr übertragen waren, und eine fast monopolistische Markterfassung. Solche Trust gab es in einer Vielzahl von Branchen auch außerhalb des Mineralölbereichs, z. B. der Baumwollöltrust, der Sugar-Trust, der Powder-Trust, der Steel-Trust, der Whiskey-Trust und der Zigaretten-Trust.[2]
4. 1911/12 wurden erste Trusts per Gerichtsbeschluss entflochten, so Rockefellers Standard Oil, der Powder-Trust und die National Lamp Company.[3] Der Begriff Trust blieb – obwohl im Bereich der Wirtschaft völlig von der Ursprungsbedeutung einer bestimmten Rechtsform losgelöst – erhalten für große, erdrückend marktbeherrschende Unternehmen.

## Entstehung
Ein Trust kann auf zwei Arten entstehen:
1. durch Aufnahme eines Unternehmens (A kauft B auf)
2. durch Neubildung (A und B gründen C, wobei nach Gründung von C die Unternehmen A und B nicht mehr existieren)